# Bernin (rivière)
Pour les articles homonymes, voir Bernin.
Le Bernin est un ruisseau qui traverse le département des Landes et un affluent droite de l'Estrigon dans le bassin versant de l'Adour.

## Géographie
D'une longueur de 11,3 kilomètres, il prend sa source sur la commune de Vert (Landes), à l'altitude 103 mètres.
Il coule du nord vers le sud et se jette dans l'Estrigon à Labrit (Landes), à l'altitude 74 mètres.

## Communes et cantons traversés
Dans le département des Landes, le Bernin traverse deux communes et un canton : dans le sens amont vers aval : Vert (source) et Labrit (confluence).
Soit en termes de cantons, le Bernin prend source et conflue dans le canton de Labrit.

## Affluents
Le Bernin a un affluent référencé :
- le ruisseau de Chinchorle (rd), 3,8 km, qui traverse Vert.

## Galerie

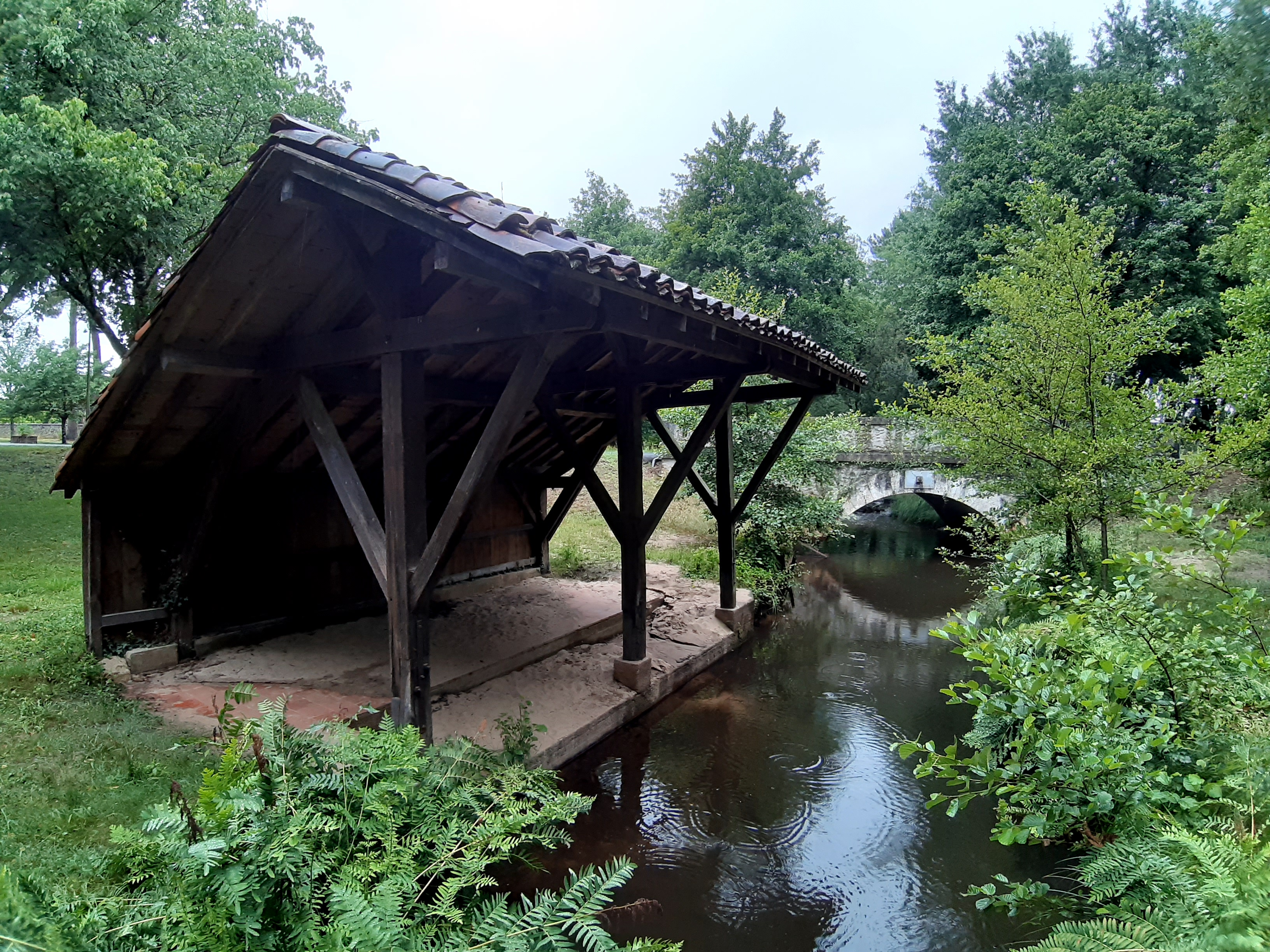
Lavoir sur le Bernin, à Vert
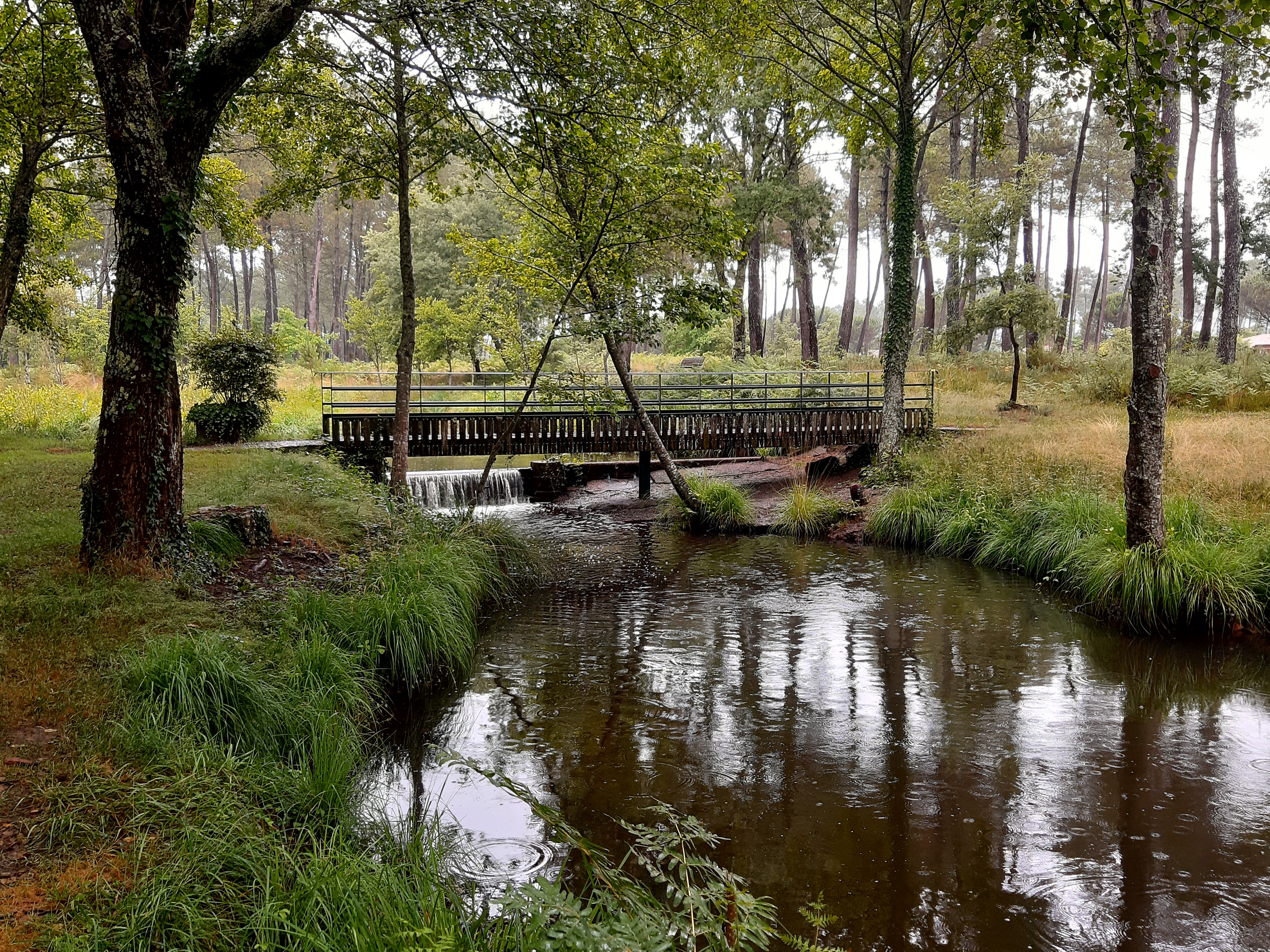
Le Bernin à Vert